# Storia amministrativa dell'Italia
La penisola italiana raggiunge per la prima volta l'unità amministrativa sotto il dominio romano.

## Periodo romano

### L'organizzazione augustea

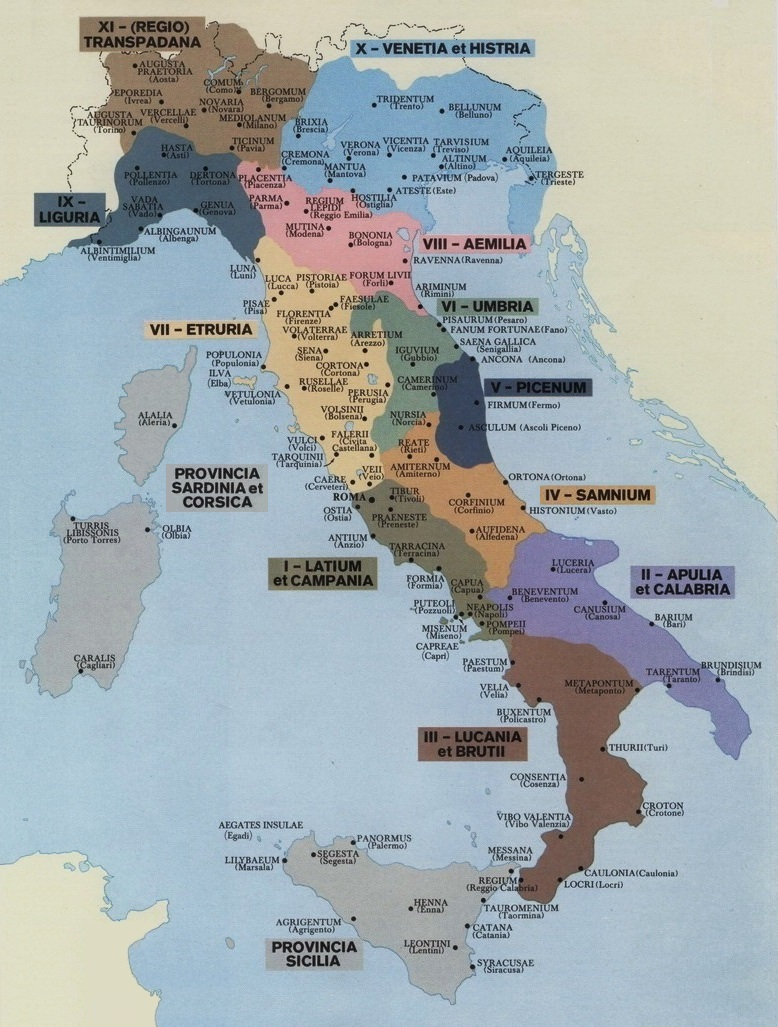
Le regiones di Augusto

La sua prima organizzazione si deve ad Augusto, che ne suddivise il territorio in undici entità (prive di funzioni politiche o amministrative) dette regiones. Esse erano:
1. Regio I: Latium et Campania
2. Regio II: Apulia et Calabria
3. Regio III: Lucania et Bruttii
4. Regio IV: Samnium
5. Regio V: Picenum
6. Regio VI: Umbria et ager Gallicus
7. Regio VII: Etruria
8. Regio VIII: Aemilia
9. Regio IX: Liguria
10. Regio X: Venetia et Histria
11. Regio XI: Transpadana

La città di Roma non apparteneva ad alcuna regio. Non facevano, inoltre, parte dell'Italia le due provincie di Sicilia e di Sardegna e Corsica, considerate entità subordinate e dunque sottoposte all'autorità di un governatore inviato da Roma.

### Il periodo tetrarchico

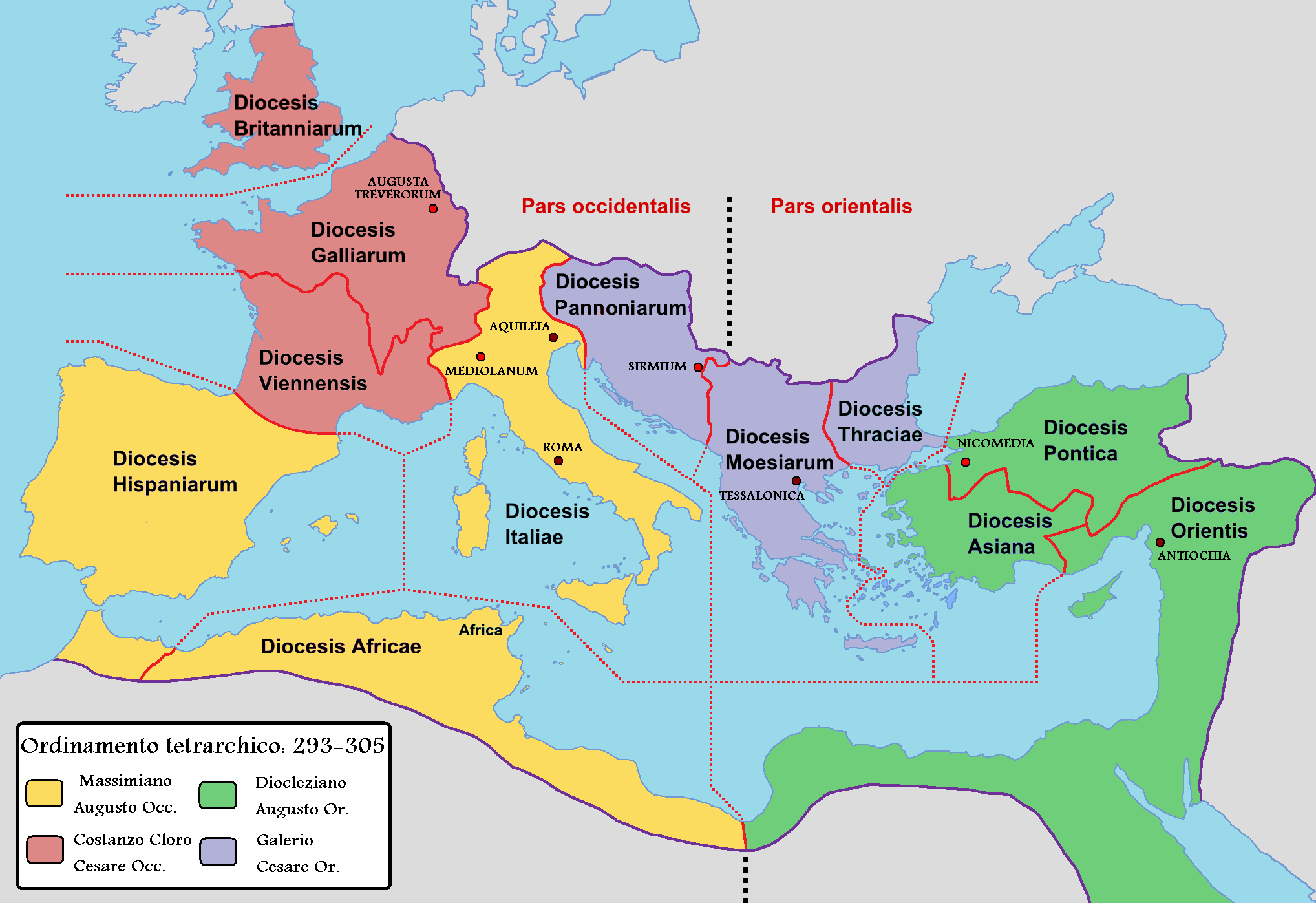
La suddivisione amministrativa dell'impero sotto Diocleziano

In seguito alle riforme di Diocleziano l'impero venne diviso in quattro prefetture, assegnate ognuna a un prefetto del pretorio. A loro volta le prefetture erano suddivise in tre diocesi, e ogni diocesi era affidata a un vicario; ogni diocesi comprendeva un certo numero di prouinciae, amministrate da un governatore.
Le undici regiones vennero dunque trasformate in provincie e, assieme alle provincie di Sicilia, Sardegna e Corsica, Alpi Cozie e Rezia, divennero parte della Diocesi Italiciana. La città di Roma, affidata al praefectus urbi, era invece immediatamente sottoposta all'autorità imperiale.

### Costantino e la tarda antichità
Un'ulteriore riforma, promossa da Costantino, divise l'Italia in due differenti diocesi: Italia Suburbicaria e Italia Annonaria. Mentre la prima aveva per capitale Roma e comprendeva il settore centrale e meridionale della Penisola, la seconda aveva per capitale Milano e comprendeva la parte settentrionale e alcune regioni illiriche.
Province dell'Italia Suburbicaria:
| Provinciae dell'Italia Suburbicaria | Provinciae dell'Italia Annonaria |
| ----------------------------------- | -------------------------------- |
| Tuscia et Umbria                    | Venetia et Histria               |
| Picenum Suburbicarium               | Aemilia et Liguria               |
| Valeria                             | Flaminia et Picenum              |
| Campania                            | Raetia                           |
| Samnium                             | Alpes Cottiae                    |
| Apulia et Calabria                  | Pannonia superior                |
| Lucania et Brutii                   | Savia                            |
| Sicilia                             | Valeria Ripensis                 |
| Sardinia                            | Pannonia inferior                |
| Corsica                             | Dalmatia                         |
|                                     | Noricum Ripense                  |
|                                     | Noricum Mediterraneum            |

La successiva riorganizzazione operata da Teodosio I portò alla costituzione della diocesi d'Illirico e a una suddivisione delle province dell'Italia Annonaria, che risulta dunque così composta:
1. Venetia et Histria
2. Liguria
3. Aemilia
4. Flaminia et Picenum Annonarium
5. Raetia Prima
6. Raetia Secunda
7. Alpes Cottiae

Dopo la fine dell'Impero l'Italia entrò a far parte del Regnum Italiae degli Ostrogoti, per poi tornare sotto il controllo imperiale a conclusione della Guerra greco-gotica. Durante questo periodo la struttura amministrativa romana non subì modifiche, restando dunque inalterata.

## Periodo bizantino e longobardo

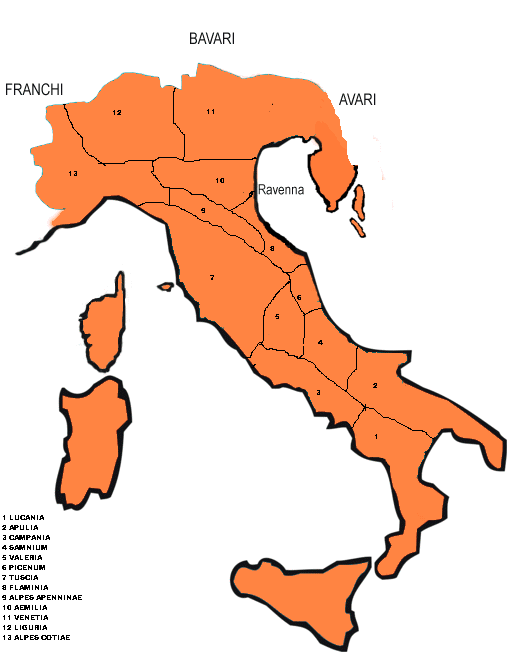
L'Italia dopo la Guerra gotica

La riorganizzazione di Giustiniano portò alla ricostituzione di una Prefettura d'Italia, con capitale Ravenna, comprendente due diocesi e tredici provincie: esse erano tutte appartenenti alla penisola italiana propriamente detta, dunque non comprendevano Corsica, Sardegna e Sicilia.
1. Alpes Cotiæ
2. Liguria
3. Venetia et Histria
4. Aemilia
5. Flaminia
6. Picenum
7. Alpes Apenninae
8. Tuscia
9. Valeria
10. Campania
11. Samnium
12. Apulia
13. Calabria

La riorganizzazione bizantina si rivelò di breve durata: l'invasione longobarda ebbe come conseguenza la frammentazione dell'unità italiana, divisa fra aree controllate dai longobardi e aree sotto il controllo imperiale. Attorno al 580 l'Italia bizantina era articolato in cinque province o eparchìe: 
1. Urbicaria
2. Annonaria
3. Aemilia
4. Campania
5. Calabria

L'Italia nei primi anni della conquista longobarda

Successivamente questi territori vennero riorganizzati mediante l'istituzione dell'Esarcato d'Italia, composto da:
1. Il territorio di Ravenna
2. La Pentapoli
3. Il Ducato romano
4. La Provincia Maritima Italorum
5. Il Ducato di Venezia
6. Il Ducato di Napoli
7. Il Ducato di Calabria

L'Italia agli inizi del VII secolo

Il conflitto con i Longobardi, pressoché costante nel tempo, produsse confini altamente instabili. Le antiche province persero, col tempo, ogni funzione amministrativa, conservando soltanto una valenza geografica. Paolo Diacono, nella sua Storia dei Longobardi, fornisce il seguente elenco (Hist. Lang. II, 9-23):
| Provinciae                                   | confini                                                         | Città principali                                                        | Ducati longobardi |
| -------------------------------------------- | --------------------------------------------------------------- | ----------------------------------------------------------------------- | --- |
| 1. Venetia cum Histria                       | dalla Pannonia all'Adda                                         | Bergomum, Forum Iulii, Mons Silicis, Patavium, Vicentia, Verona         | Ducato del Friuli, Ducato di Bergamo, Ducato di Brescia, Ducato di Ceneda, Ducato di Trento, Ducato di Treviso, Ducato di Verona, Ducato di Vicenza |
| 2. Liguria                                   | dalla Venetia fino ai confini della Gallia                      | Mediolanum, Ticinum sive Papia                                          | Ducato di Pavia, Ducato di Milano, Ducato di Ivrea, Ducato di Torino, Ducato di San Giulio                                                          |
| 3. Retia I                                   | fra la Liguria e la Svevia                                      |                                                                         | |
| 4. Retia II                                  | fra la Liguria e la Svevia                                      |                                                                         | |
| 5. Alpes Cottiae                             | fra Liguria e Gallia                                            | Aquae, Dertona, Genua, Saona                                            | Ducato di Genova, Ducato di Asti |
| 6. Tuscia cum Aurelia et Umbria              |                                                                 | Perusia, Roma, Spoletium                                                | Ducato di Spoleto, Ducato di Lucca |
| 7. Campania                                  | da Roma fino al Sele                                            | Capua, Neapolis, Salernum                                               | |
| 8. Lucania cum Brutia                        | dal Sele fino allo Stretto di Sicilia                           | Cassianum, Consentia, Lainum, Paestum, Regium                           | Ducato di Reggio |
| 9. Alpes Apenninae                           | circondata da Alpes Cottiae, Aemilia, Flaminia, Umbria, Tuscia. | Ferronianus, Montembellium, Bobium, Urbinum, Vetona                     | |
| 10. Aemilia                                  | compresa fra Liguria, Alpes Apenninae e fiume Po                | Bononia, Forum Cornelii cum Imolas, Parma, Placentia, Regium            | Ducato di Piacenza, Ducato di Persiceto, Ducato di Parma                                                                                            |
| 11. Flaminia                                 | fra le Alpes Apenninae e il Mar Adriatico                       | Ravenna e la Pentapoli                                                  | |
| 12. Picenum                                  | tra la Flaminia e il fiume Pescara                              | Firmus, Asculus, Pinnis, Hatria                                         | |
| 13. Valeria cum Nursia et regione Marsorum   | fra Umbria, Campania, Picenum, Samnium                          | Tiburium, Carsiolim, Reate, Furconam, Amiternum                         | |
| 14. Samnium                                  | fra Campania e Apulia                                           | Teate, Aufidena, Aesernia, Samnium, Beneventus                          | Ducato di Benevento |
| 15. Apulia cum Calabria et regione Salentina | fra Samnium, Lucania e Mar Adriatico                            | Luceria, Sepontum, Canusium, Agerentiam, Brundisium, Tarentum, Ydrontum | |
| 16. Sicilia                                  |                                                                 |                                                                         | |
| 17. Corsica                                  |                                                                 |                                                                         | |
| 18. Sardinia                                 |                                                                 |                                                                         | |

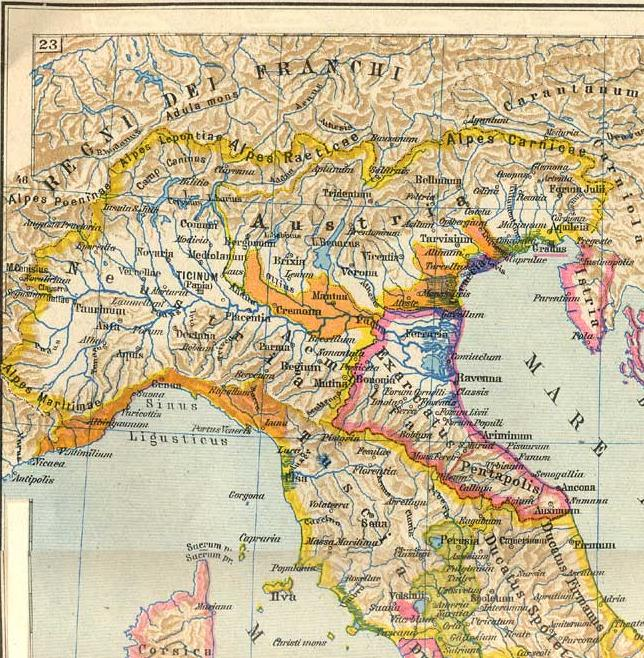
La Langobardia maior

I Longobardi, infatti, avevano costituito un regno, il Regnum Langobardorum, che aveva come unità amministrativa principale il ducato: esso non era altro che il territorio assegnato a un duca distintosi per i propri meriti militari, e dunque non prevedeva una suddivisione sistematica del territorio, che era geograficamente diviso in due aree, la Langobardia maior (a sua volta suddivisa fra Neustria e Austria), e la Langobardia minor.

## La penisola italiana nell'età carolingia

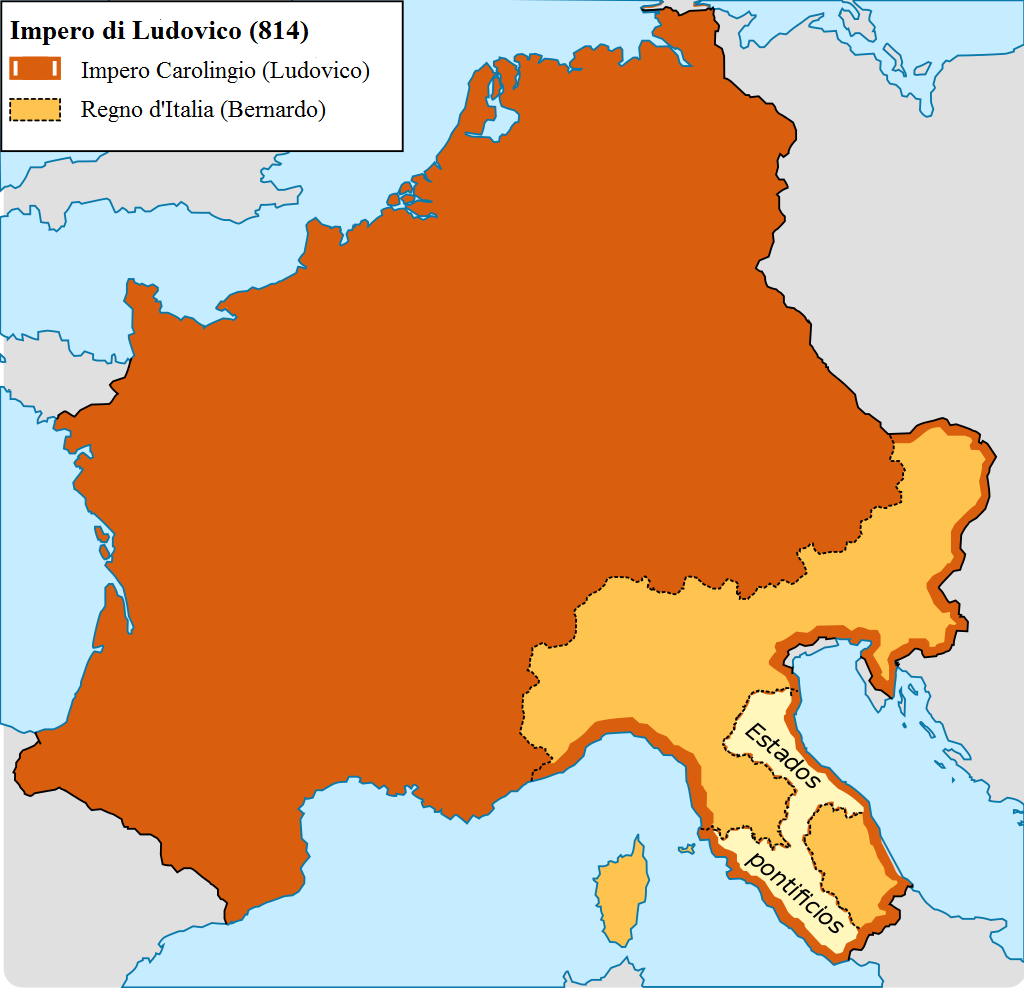
Il Regnum Italiae e l'Impero carolingio nell'814 d.C.

L'evoluzione degli scontri fra longobardi e bizantini ebbe come conseguenza un graduale indebolimento di questi ultimi e, più in generale, il rafforzamento di poteri locali abbastanza abili da sfruttare il conflitto fra i due contendenti. La fine dell'VIII secolo vede il Regno longobardo passare (attraverso un'unione di tipo personale) nelle mani di Carlo Magno e la presenza bizantina ridursi al Catapanato d'Italia, mentre contemporaneamente acquistavano una propria indipendenza Roma, Napoli e Gaeta.
Nel 774, infatti, il re dei Franchi aveva sconfitto il re longobardo Desiderio e assunto il titolo di Rex Francorum et Langobardorum atque patricius Romanorum. La Penisola si trovò così suddivisa fra la parte settentrionale, gravitante attorno alla corte franca, le terre amministrate dal papa, i territori appartenenti al Ducato di Benevento - diventato indipendente dopo la conquista carolingia e assurto al grado di Principato, e il Catapanato bizantino. Nel 781 questa parte settentrionale venne costituita in regno, il Regnum Italiae, e attribuita da Carlo a suo figlio Pipino, salito al trono con il titolo di regem super Italiam. Nella sua veste di Re d'Italia, Pipino provò, senza successo, a prendere il controllo del Ducato di Benevento; diverso esito ebbe invece la spedizione da lui condotta nel 796 contro gli Avari, che furono annientati, permettendogli di espandere a est i propri possedimenti. Non riuscì a sottomettere, invece, il territorio della laguna veneta che, sebbene formalmente fosse parte dell'impero bizantino, era di fatto autonomo.
Durante l'amministrazione carolingia i ducati longobardi passarono in mano ai Franchi e divennero comitati, ossia contee.
Un'ulteriore riorganizzazione si ebbe a conclusione dell'anarchia successiva, nel 846.

## L'Ottocento

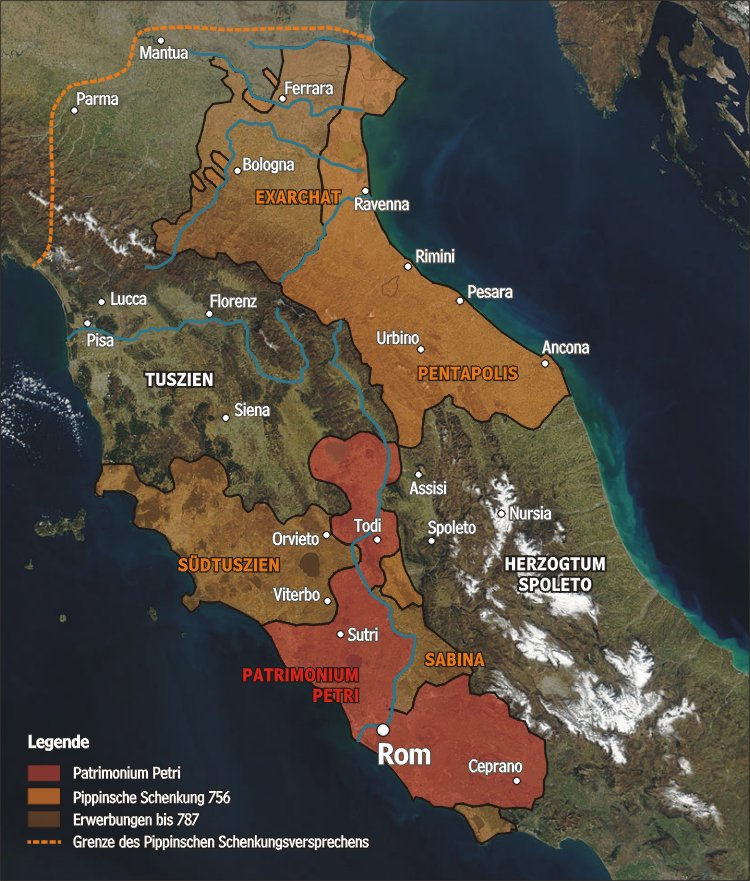
L'evoluzione dello Stato della Chiesa fra età longobarda e carolingia

Delegazioni dello Stato Pontificio

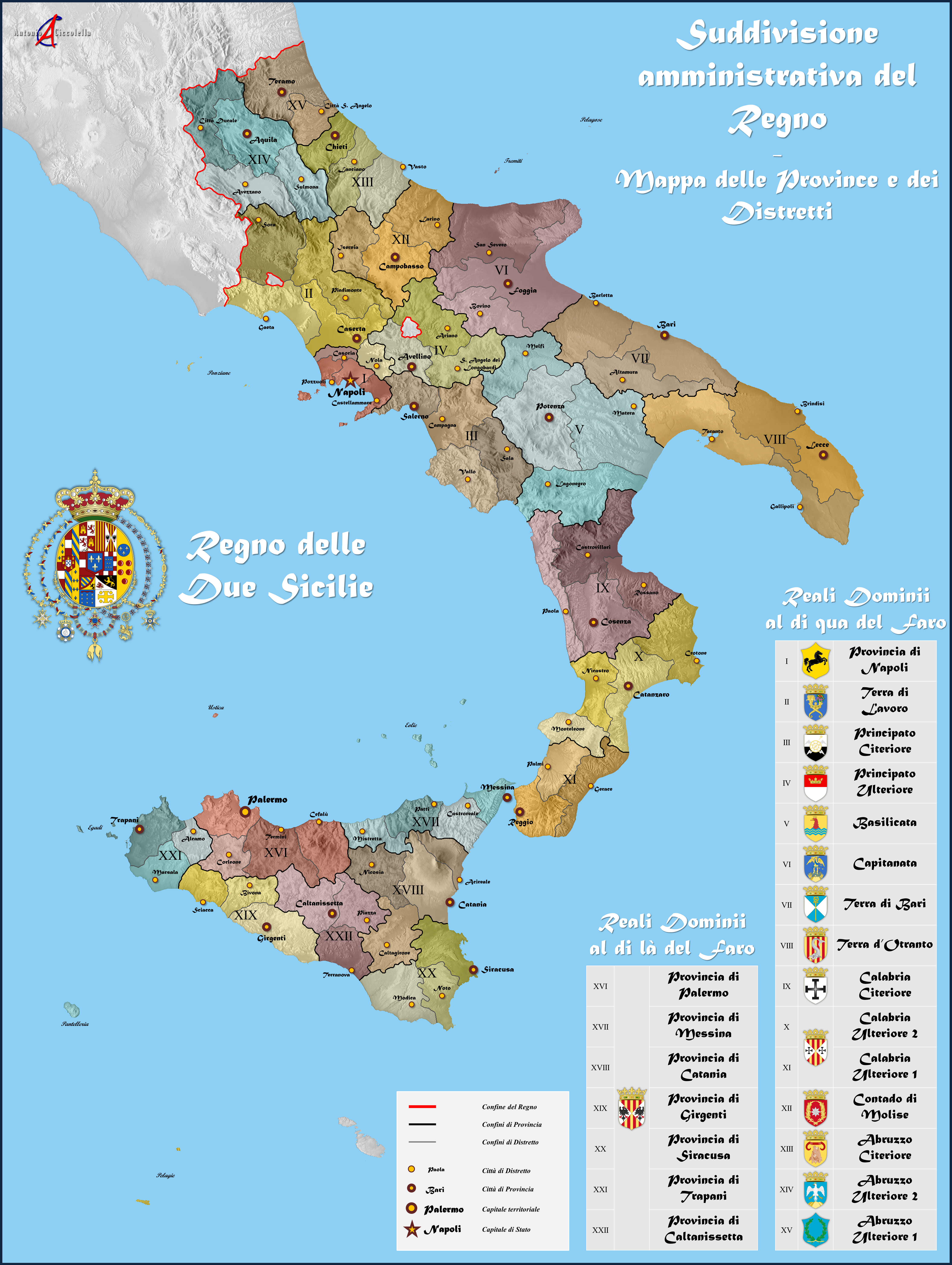
Suddivisione amministrativa del Regno delle Due Sicilie

Con la Restaurazione la Penisola italiana vide il ritorno, a eccezione della Repubblica di Genova e della Repubblica di Venezia, delle entità statuali precedenti alla parentesi napoleonica. Nonostante questo ritorno al passato, furono preservate un cospicuo numero delle innovazioni introdotte durante il dominio francese: un esempio è l'organizzazione amministrativa in quattro livelli, presente sia nel Regno di Sardegna che nel Regno delle Due Sicilie.
| Modello francese | Regno di Sardegna | Regno delle Due Sicilie | Stato Pontificio |
| ---------------- | ----------------- | ----------------------- | ---------------- |
| Dipartimento     | divisione         | provincia               | delegazione      |
| Arrondissement   | provincia         | distretto               |                  |
| Cantone          | mandamento        | circondario             |                  |
| Comune           | comune            | comune                  | comune           |